# Strzeszyce
Strzeszyce – wieś w Polsce położona w województwie małopolskim, w powiecie limanowskim, w gminie Laskowa.
Wieś duchowna, własność klasztoru klarysek w Starym Sączu, położona była w drugiej połowie XVI wieku w powiecie sądeckim województwa krakowskiego. W latach 1975–1998 miejscowość administracyjnie należała do województwa nowosądeckiego.

## Położenie
Strzeszyce znajdują się na północno-wschodnim krańcu Beskidu Wyspowego. Zabudowania i pola uprawne miejscowości położone są na prawym brzegu rzeki Łososina, która tworzy w tym miejscu dość szeroką dolinę, oraz w dolinie potoku Żmiączka.

## Części wsi
| SIMC    | Nazwa      | Rodzaj    |
| ------- | ---------- | --------- |
| 0438133 | Baniaki    | część wsi |
| 0438140 | Bdzor      | część wsi |
| 0438156 | Karczówki  | część wsi |
| 0438162 | Na Pagórku | część wsi |
| 0438179 | Olesiówka  | część wsi |
| 0438185 | Piegżówka  | część wsi |
| 0438200 | Wieś       | część wsi |
| 0438191 | W Łęgu     | część wsi |

## Zabytki
Obiekt wpisany do rejestru zabytków nieruchomych województwa małopolskiego.
- Kapliczka przydrożna św. Jana.